# Myrmicotrichis
Genre
Myrmicotrichis est un genre de coléoptères de la famille des Ptiliidae.

## Systématique
Le genre Myrmicotrichis a été créé en 1855 par l'entomologiste russe Viktor Motchoulski (1810-1871).

## Liste d'espèces
- Myrmicotrichis acutangula Motschoulsky, 1855
- Myrmicotrichis aequatorialis Motschoulsky, 1855